# Болотовичі
Боло́товичі (біл. Балотавічы) — село в складі Оршанського району розташоване в Вітебської області Білорусі. Село підпорядковане Зубревицькій сільській раді.
Веска Болотовичі розташована на півночі Білорусі, у південній частині Вітебської області.